# Savo
Savo je moško osebno ime.

## Izvor imena
Ime Savo je prišlo k nam s priseljenci iz Srbije, oziroma iz srbskega jezikovnega področja. Ime Savo je ljubkovalno ime izpeljano iz imena Sava. To ime pa izhaja iz grškega imena Σαββας (Sabbas). Tako se je imenoval svetnik in puščavnik, ki je umrl leta 532 v samostanu sv. Save v Jeruzalemu. Grško ime razlagajo iz arabske besede saba v pomenu »ded, starec«.

## Različice imena
- moške različice imena: Sava, Savica, Savko
- ženske različice imena: Sava, Savica, Savka

## Pogostost imena
Po podatkih Statističnega urada Republike Slovenije je bilo na dan 31. decembra 2007 v Sloveniji število moških oseb z imenom Savo: 357.

## Osebni praznik
V koledarju je ime  Sava (Savo, Savko, Savin) zapisano 5. decembra (Sava, palestinski opat in puščavnik, † 5. dec. 532).